# 僕の恋愛事情と台所事情
『僕の恋愛事情と台所事情』（ぼくのれんあいじじょうとだいどころじじょう）は、TOKIOの1枚目のDVDシングルである。2005年11月16日にユニバーサルミュージックから発売された。

## 解説
シングルとしては前作『自分のために/for you』約1年ぶり、TOKIOとしては初のDVDシングル作品である。楽曲は、フジテレビ系『メントレG』のエンディングテーマをメンバーが作った候補曲の中から視聴者投票で決める“メントレGエンディングテーマプロジェクト”で1位を獲得し、『メントレG』のエンディングテーマに起用されていた。
ジャケットと収録内容が異なる初回盤と通常盤の2形態で発売。初回盤の特典映像は、2004年4月18日に渋谷duoで行われた「TOKIO Special Gig」の一部ライブ映像。通常盤の特典映像は、本編映像である「僕の恋愛事情と台所事情」のメイキング映像がそれぞれ収録されている。なお、本編映像の「僕の恋愛事情と台所事情」のビデオクリップはハワイで撮影されており、監督は松岡昌宏が務めている。

## 収録内容

### 本編映像
1. 僕の恋愛事情と台所事情 Video Clip
作詞・作曲：城島茂、編曲：吉岡たく、Co-arrange：村田陽一
  - フジテレビ系『メントレG』テーマソング

### 特典映像

#### 初回盤「TOKIO Special Gig」
1. 『コンクリート』『ジャパニーズ』『サンデー』
2. HEY! Mr. SAMPLING MAN
3. Feel it
4. トランジスタ G（グラマー）ガール

#### 通常盤
1. Making of Video Clip

## 収録アルバム
- Harvest
- HEART